# ツユクサ属
ツユクサ属 Commelina L. はツユクサ科の植物の群の1つ。花は始め2つ折れの総苞に包まれて開花時に顔を出し、花弁は3枚のうちの2枚だけが特に大きくなるのが特徴である。

## 特徴
普通は陸生の草本で、大部分は多年生だが一部のものは1年生である。茎は細長くて断面は丸く、節があってその部分が膨らんでいるものが多い。葉身は披針形から卵形をしており、中肋ははっきりしており、また基部は鞘となって茎を巻いている。

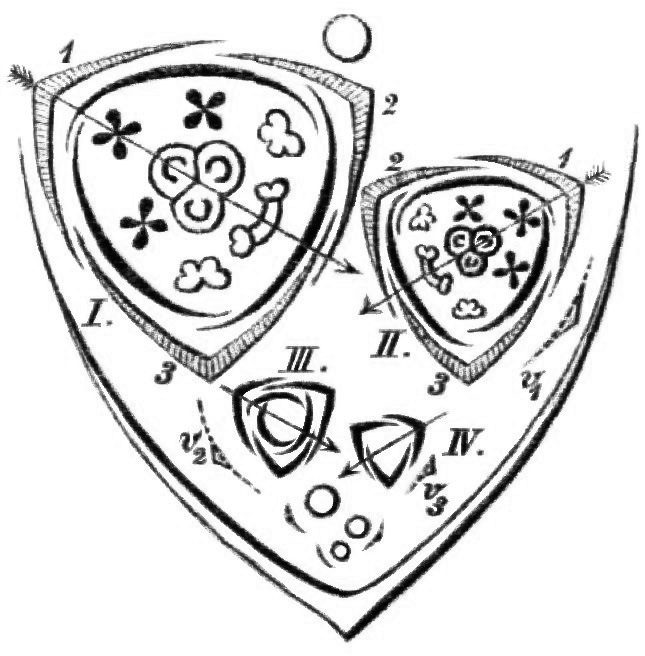
花式図の例(花序含む)

花は集散花序であるが、その基部にある総苞が内向きに折れて舟形となり、それを包む。苞の基部は左右に離れているのが基本だが、これが左右で癒合して漏斗型になった種もある。花は左右対称で、外花被片(萼)が3枚、内花被片(花弁)が3枚ある。萼片は小さくて膜質で、側方の2枚はその基部で互いに合着している場合がある。集散花序には上下の枝があり、上の枝には花が1つのみ、下の枝には数個の花がつく。花弁は上側の2枚が大きく発達し、青から淡紅紫色に染まる。下の方の1枚の花弁は上の2枚より遙かに小さい。雄しべは6本あるが、そのうちの2～3本だけが機能を持ち、残りは仮雄しべとなる。また花糸は無毛である。子房は2室(希に3室の例がある)で、それぞれに1~2個の胚珠を含み、果実は蒴果。
学名はオランダの植物学者であったヤン・コメリン (Jan Commelin 1629-1731)とその甥であるカスパー・コメリン (Casper Commelin 1677-1731) に捧げられたもので、更にカスパーの息子が植物学を志しながら夭逝したことを、この属の花びら3枚のうち1枚が小さく目立たないことになぞらえた、という。ただしこの属の種には下側の花弁も上側の2弁とさほど遜色ない程度に発達するものも含まれる。

### 花の構造
ツユクサの花を見ると、この種では2枚の青い花弁がよく目立つが、もう1枚の花弁は白く小さく、ほぼ苞に収まって見ることが出来ない。花弁から突き出している雄しべのうち、特に長く伸びている2本が稔性のある雄しべで、より短くて先端に小さな黄色い花形のものを着けているのが仮雄しべである。雌しべは稔性のある雄しべの間に伸び出している。また花弁の基部に2枚の萼が見えている。
マルバツユクサの場合、2枚の花弁はやはり大きいが、この種では3枚目の花弁も小さいながら青く色づき、はっきり確認できる。

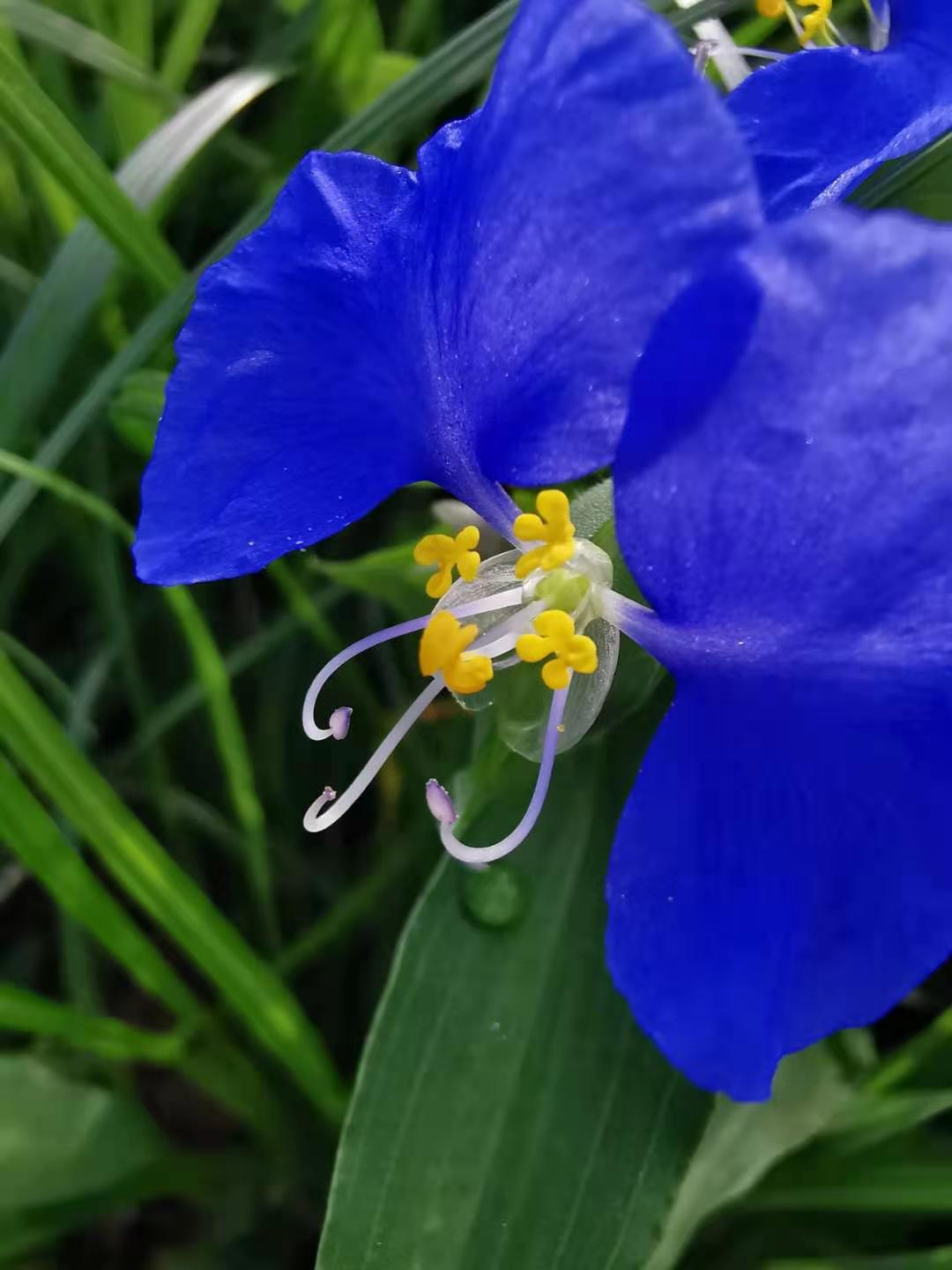
ツユクサ
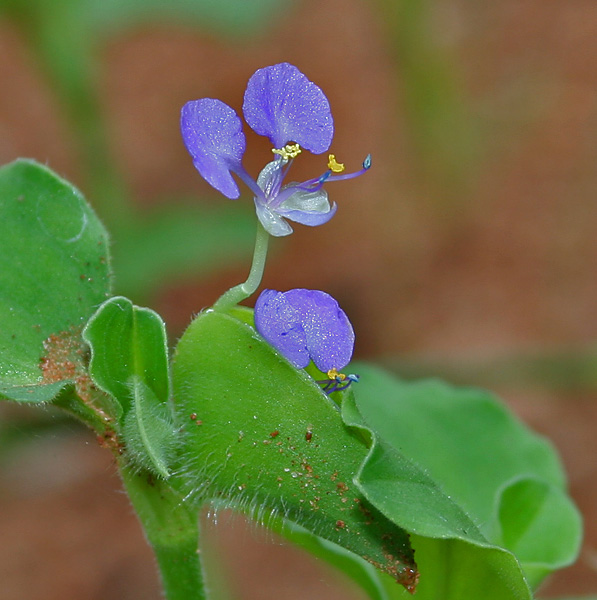
マルバツユクサ
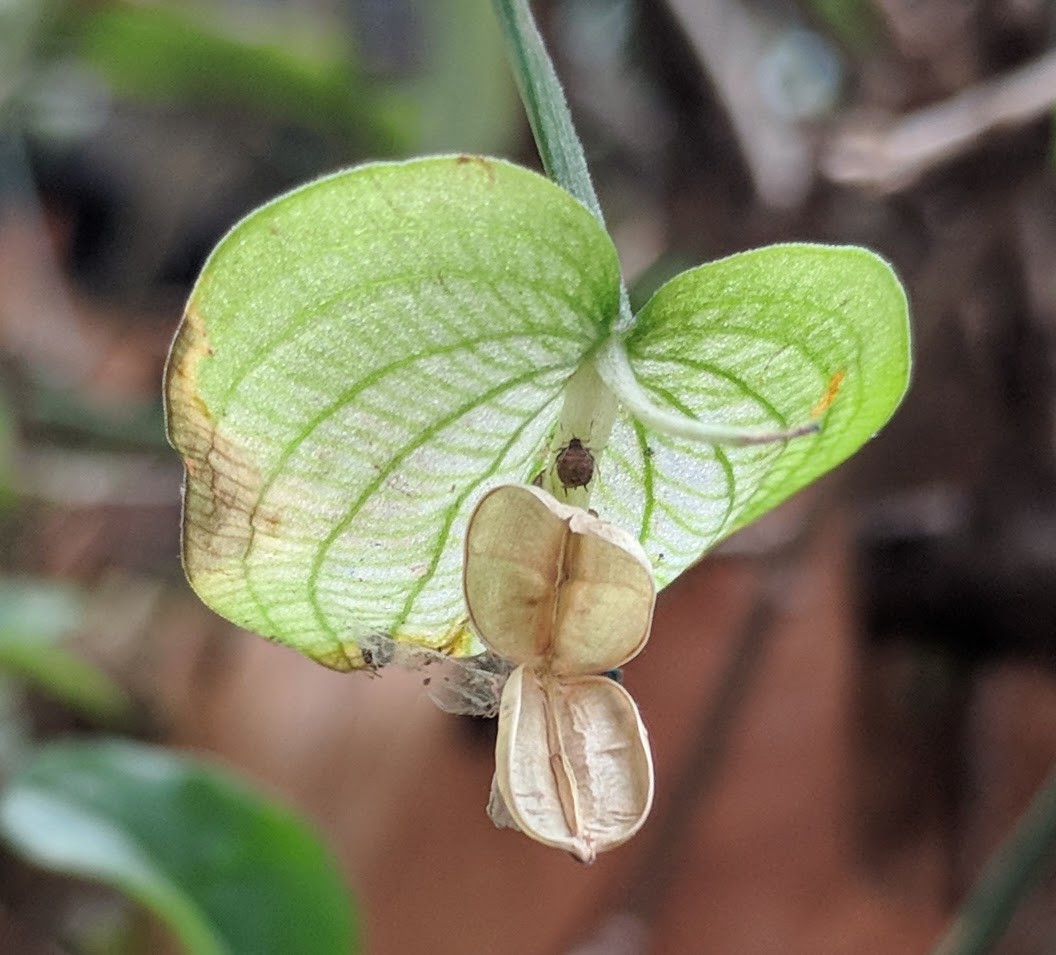
ツユクサの果実 割れて種子を放出した後の姿

花芽の柄は初期には下向きに曲がっており、次第に直立し、開花時には総苞から突き出るが、その後に反り返って再び下を向き、継ぎに咲く花に場を明け渡す形となる。

## 種と分布
世界の熱帯域から温帯域にかけて約170種が、あるいは200種以上が知られている。その多様性の中心的な地域は熱帯アジアであるとも言われる。
多くの種が道路脇や畑の雑草として生育しており、しかし一部には森林内にのみ生育する種もある。

## 分類
ツユクサ科は世界で40属650種程があり、本属はツユクサ科最大の属である。ツユクサ科には内外3弁、雄しべ6本がいずれも同型の放射相称の花を持つものから左右対称な花をつけるものまであるが、本属は左右対称性を強く示し、また花序が舟形の苞に包まれているのが大きな特徴である。

### 下位分類
日本には以下の5種が知られ、南西諸島の方が種類は多い。
- Commelina ツユクサ属
- C. auriculata ホウライツユクサ
- C. benghalensis マルバツユクサ
- C. commis ツユクサ
- C. diffusa シマツユクサ
- C. paludosa ナンバンツユクサ

## 利害
複数の種が世界に様々な地域で食用とされ、葉や根、あるいは植物全体がその対象になるが、シュウ酸カルシウムの結晶を含むため、食する前にそれを取り除く必要があり、煮るか蒸すかして供される。
マルバツユクサのように伝統的医療の中で薬用として用いられてきた種も幾つかある。
他方で雑草として農業上に影響の大きいものもある。特にツユクサ、マルバツユクサ、シマツユクサ、C. elegans の4種は重視され、ツユクサは東北中国では大豆畑における3大雑草の1つに数えられ、シマツユクサとC. elegans はカリブ地方のバナナやその他の作物に関して3番目にやっかいな雑草として採り上げられ、マルバツユクサもアメリカ南東平地域のワタや落花生の生産に大きな影響を与えつつあり、その対策が様々に採られている。